# Antiga caserna (Sant Hilari Sacalm)
L'Antiga caserna és una obra eclèctica de Sant Hilari Sacalm (Selva) inclosa a l'Inventari del Patrimoni Arquitectònic de Catalunya.

## Descripció
Edifici situat al nucli urbà, a la carretera d'Arbúcies, número 6.
Té tres plantes i la coberta és en teula àrab.
A la planta baixa hi ha tres portals, dos d'ells d'entrada, en arc de mig punt. Les finestres dels pisos tenen un balcó que ocupa gairebé tota la façana, i tres obertures rectangulars que tenen un guardapols amb decoracions de guix florals.
La façana té un encoixinat. Les motllures estan pintades en color gris i groc i la resta en color groc.

## Història
Fins fa relativament poc l'edifici era caserna de la Guàrdia Civil, actualment hi ha un casal per a joves.